# 奧薩奇鎮區 (阿肯色州牛頓縣)
奧薩奇鎮區（英語：Osage Township）是位於美國阿肯色州牛頓縣的一個行政鎮區。

## 地方資料
奧薩奇鎮區的面積為81.03平方千米，當中陸地面積為80.86平方千米，而水域面積為0.17平方千米。根據2010年美國人口普查的數據，當地共有人口238人，而人口密度為每平方千米2.94人。